# Ке-Ша Інокентій Павлович
Ке́-Ша Інокентій Павлович (справжнє прізвище — Проскуряков; нар. 29 грудня 1901, Красноярськ — пом. 3 травня 1960, Москва) — російський радянський графік, художник-ілюстратор і плакатист.

## Біографія
Народився 16 [29] грудня 1901 року в місті Красноярську (нині Росія). З 1922 року навчався у Харківському художньому технікумі. У 1930 році закінчив Харківський художній інститут, де навчався у Василя Єрмилова та Івана Падалки.
У 1920-х, на початку 1930-х років, працював в УРСР в галузі плаката і політичної карикатури. З 1932 року — у Москві. Співпрацював з творчо-виробничим об'єднанням «Агітплакат» Спілки художників СРСР. Помер в Москві 3 травня 1960 року.

## Творчість
В Харкові малював сатиричні малюнки для журналу «Червоний Перець», в Москві малював для журналу «Мурзилка".
плакати
- «Працююча молодь! На зміну старшим братам!» (1922—1924);
- «Нікому, ніколи не пізно скинути пляму неписьменності» (1925);
- «Дамо трьох-чотиритижневий заробіток в Державну воєнну позику 1942 року. Підпискою дружною на позику фашиста підлого доб'ємо!» (1942);
- «Геть німецько-фашистських грабіжників-загарбників, кривавих поневолювачів народів Європи, заклятих ворогів волелюбних народів світу!» (1942);
- «Не підпускай до зерна „тетерь“ — прибирання буде без втрат!» (1947);
- «Ось хто зриває прибирання!» (1947);
- «Ось де можуть бути втрати!» (1948).

ілюстрації до дитячих книг
- «Товариство» Юрія Будяка (1928);
- «Хоробрий Гриць» Олеся Донченка (1929);
- «Про змію довгохвосту» (1933);
- «Як старий смерть прогнав» (1940);
- «Порахуй-ка» Наталії Кончаловської (1948);
- «Про розумних звіряток» Василя Лебедєва-Кумача (1948);
- «Дядя Стьопа» Сергія Михалкова (1949).

Оформляв дитячі настільні ігри. У видавництві «ИЗОГИЗ» за малюнками художника випускалися дитячі листівки: «Дядя Стьопа» (1955), «Кінь» (1956), «На городі» (1956), «Воротар» (1958).
1932 року брав участь у першій всесоюзній виставці плаката «Плакат на службі п'ятирічки».
Оригінали плакатів художника зберігаються в Науковій бібліотеці Російської академії мистецтв, тиражні плакати — в Державному музеї історії російської літератури імені Володимира Даля, Муромському історико-художньому музеї, приватних російських колекціях.